# Holomitrium hawkinsii
Holomitrium hawkinsii är en bladmossart som beskrevs av Bruce H. Allen 1997 [1998. Holomitrium hawkinsii ingår i släktet Holomitrium och familjen Dicranaceae. Inga underarter finns listade i Catalogue of Life.